# Ефип Атински
Ефип Атински (Грчки: Ἔφιππος ὁ Ἀθηναῖος) био је старогрчки песник средње комедије.
О периоду када је живео сазнајемо из писања у Суду, радова Антиоха Александријског и из алузија у његовим фрагментима о Платону, други филозофима и Александру од Фере као и његових савременика, Дионисија Старијег, Котиса, Теодора и других.
Познато нам је следећих дванаест наслова његових драма: Трговина (Ἐμπολή), Младићи (Ἔφηβοι), Бродолом (Ναυαγός), Носиоцио оболa ili Слични људи (Ὀβελιαφόροι ἤ Ὅμοιοι), Пелтаст (Πελταστής), Сапфа (Σαπφώ).
Епиграм који Евстатије приписује Ефипу није његов рад, већ дело неког непознатог аутора.
Постоје и неки фрагменти који су сачувани из непознатих Ефипових комада.